# Alexander Caldwell
Alexander Caldwell (Huntingdon megye, 1830. március 1. – Kansas City, 1917. május 19.) az Amerikai Egyesült Államok szenátora (Kansas, 1871–1873).